# SpVgg Unterhaching
Maillots
Actualités
Le SpVgg Unterhaching est un club de football allemand basé à Unterhaching.

## Historique
- 1925 : fondation du club
- 1981 : 1re participation à l'Oberliga Bavière (saison 1981/1982)
- 1989 : 1re participation à la Bundesliga 2 (saison 1989/1990)
- 1999 : 1re participation à la Bundesliga 1 (saison 1999/2000). Lors de la dernière journée, Unterhaching bat Bayer Leverkusen à domicile (2-0), ce qui permet au Bayern Munich de devenir champion. Les responsables de la fédération de football, pensant que Leverkusen allait emporter le match, étaient venus au Sportpark Unterhaching pour remettre le trophée de champion au Bayer Leverkusen ! À quelques kilomètres de là, le Bayern Munich n'eut droit qu'à une copie du trophée[1]. Unterhaching termina 10e de la Bundesliga, devant des clubs comme Schalke 04 ou le Borussia Dortmund.
- 2001 : Relégation en Bundesliga 2. S'ensuivirent des années d'ascenseur entre la 3e et la 2e division.
- 2007 à 2011 : Le club s'établit en 3e division et connait des problèmes financiers.
- 2011 à 2016 : Unterhaching ayant réduit de moitié son budget, se décrit comme un club formateur. En 2015, le club est relégué en 4e division, 19e/20.
- 2016 : Regionalliga Bayern
- 2017 : champion de Regionalliga Bayern, vainqueur en barrages d'Evelsberg (1 victoire, 1 nul : 3-0/2-2)
- 2018-2020 : Retour en 3.Liga dans le ventre mou : 9e, 10e, 11e
- 2021 : 20e, dernier : descente en 4e division (Regionalliga Bayern)

- 2022 : champion de Regionalliga Bayern, vainqueur en barrages de l'E. Cottbus (2 victoires : 2-1/2-0)
- 2023 : Retour en 3.Liga

## Palmarès
- Bundesliga 2 (D2)
  - Vice-champion : 1999

- Regionalliga Sud (D3)
  - Champion : 1995, 2003

- Bayernliga (D3) : 
  - Champion : 1983, 1988, 1989, 1992
  - Vice-champion : 1991

- Regionalliga Bavière (D4)
  - Champion : 2017,2023

- Landesliga Bavière Sud (D4)
  - Champion : 1981
  - Vice-champion : 2001

- Bezirksoberliga Haute-Bavière (D6)
  - Champion : 1999

- Coupe de Bavière
  - Vainqueur : 2008, 2012, 2015
  - Finaliste : 2016

- Coupe de Haute-Bavière
  - Vainqueur : 2004, 2008, 2009

- Coupe d'Allemagne de football en salle : 
  - Vainqueur : 2001

## Joueurs et personnalités du club

### Entraîneurs
Le tableau suivant présente la liste des entraîneurs du club depuis 1977.
| Rang | Nom                    | Période               |
| ---- | ---------------------- | --------------------- |
| 1    | Peter Grosser          | sept. 1977-juin 1987  |
| 2    | Karsten Wettberg       | juil. 1987-déc. 1989  |
| 3    | Jürgen Sundermann      | 1990-1991             |
| 4    | Rudi Fuchs             | 1990-1991             |
| 5    | Rainer Adrion          | juil. 1991-mai 1993   |
| 6    | Peter Grosser          | mai 1993-juin 1993    |
| 7    | Gerd Roggensack        | juil. 1993-juin 1994  |
| 8    | Lorenz-Günther Köstner | juil. 1994-oct. 1997  |
| 9    | Willi Entenmann        | oct. 1997-juin 1998   |
| 10   | Lorenz-Günther Köstner | juil. 1998-sept. 2001 |

| Rang | Nom                  | Période              |
| ---- | -------------------- | -------------------- |
| 11   | Rainer Adrion        | sept. 2001-avr. 2002 |
| 12   | Anton Schrobenhauser | avr. 2002-mai 2002   |
| 13   | Wolfgang Frank       | juil. 2002-avr. 2004 |
| 14   | Heribert Deutinger   | avr. 2004-juin 2004  |
| 15   | Andreas Brehme       | juil. 2004-avr. 2005 |
| 16   | Heribert Deutinger   | avr. 2005-mars 2007  |
| 17   | Ralph Hasenhüttl     | mars 2007            |
| 18   | Werner Lorant        | mars 2007-oct. 2007  |
| 19   | Ralph Hasenhüttl     | oct. 2007-févr. 2010 |
| 20   | Matthias Lust        | févr. 2010-mars 2010 |

| Rang | Nom                         | Période                    |
| ---- | --------------------------- | -------------------------- |
| 21   | Klaus Augenthaler           | mars 2010-juin 2011        |
| 22   | Heiko Herrlich              | juil. 2011-juin 2012       |
| 23   | Manuel Baum & Claus Schromm | juil. 2012-janv. 2014      |
| 24   | Manuel Baum                 | janv. 2014-mars 2014       |
| 25   | Christian Ziege             | mars 2014-mars 2015        |
| 26   | Claus Schromm               | mars 2015- juillet 2020    |
| 27   | Arie van Lent               | août 2020-mai 2021         |
| 28   | Sandro Wagner               | juin 2021-juin 2023        |
| 29   | Marc Unterberger            | juillet 2023-novembre 2024 |

### Joueurs
- Manfred Bender
- André Breitenreiter
- Ralf Bucher
- Stefan Buck
- Francisco Copado
- Anton Fink
- Alfonso Garcia
- Dennis Grassow
- Marco Haber
- Philipp Heerwagen
- Darius Kampa
- Robert Lechleiter
- Matthias Lust
- Markus Oberleitner
- Darlington Omodiagbe
- Altin Rraklli
- Markus Schwabl
- Danny Schwarz
- Tobias Schweinsteiger
- Jan Seifert
- Jochen Seitz
- Alexander Strehmel
- Goran Šukalo
- Gerhard Tremmel
- Roman Tyce
- Andreas Voglsammer
- Peter Zeiler
- Robert Zillner
- Matthias Zimmermann